# Лумпциг
Лумпциг (нем. Lumpzig) — община в Германии, в земле Тюрингия.
Входит в состав района Альтенбург. Подчиняется управлению Альтенбургер Ланд. Население составляет 561 человек (на 31 декабря 2010 года). Занимает площадь 10,70 км².
Община подразделяется на 6 сельских округов.

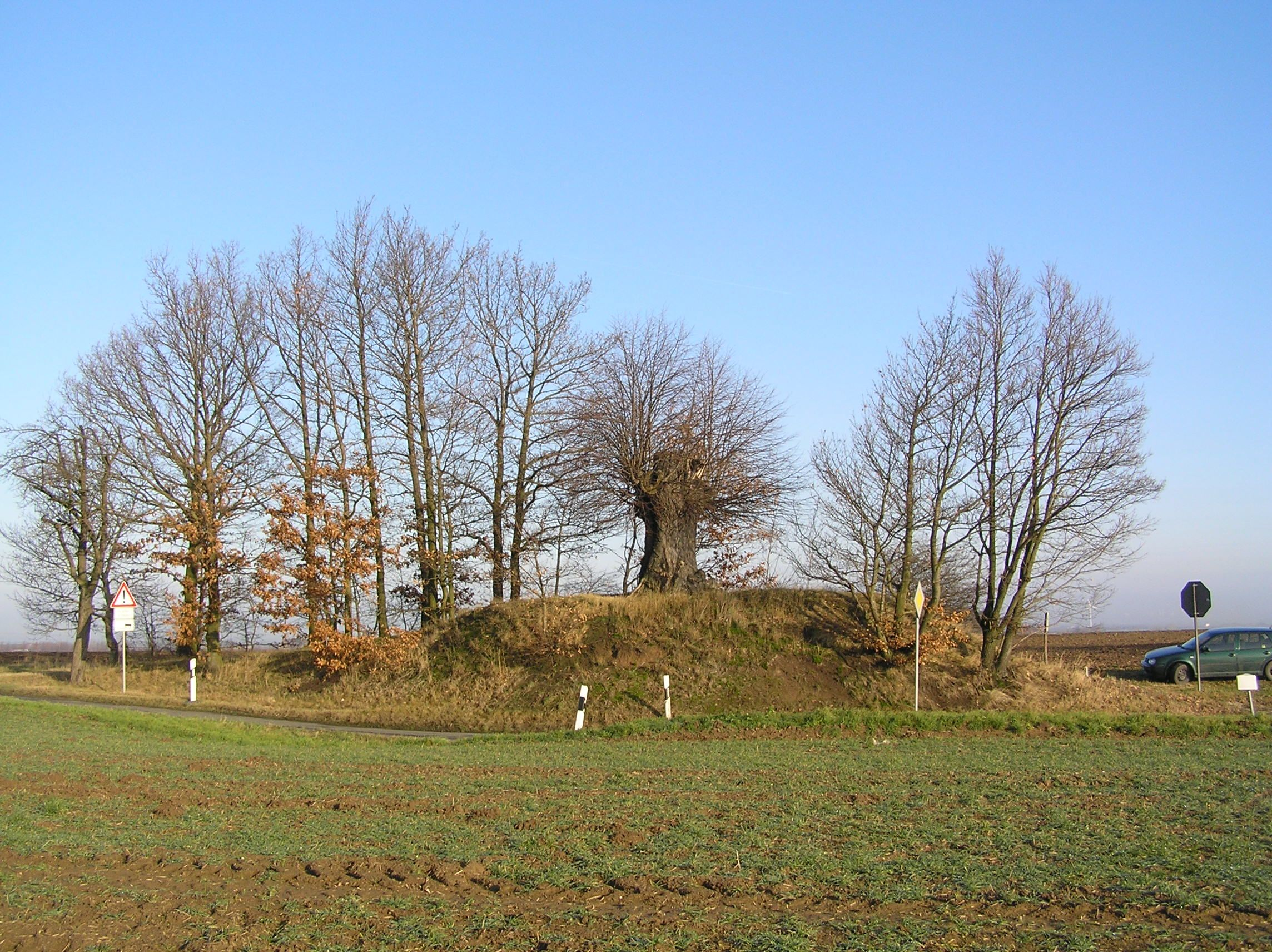
Лумпциг